# Carlos Campos
Carlos Héctor Campos Silva (Santiago, Provincia de Santiago, Chile, 14 de febrero de 1937 - Ovalle, Chile, 11 de noviembre de 2020) popularmente conocido como "El Tanque", fue un futbolista chileno. Jugaba de delantero y su único equipo fue Universidad de Chile de la Primera División de Chile. Es considerado uno de los mejores futbolistas chilenos de la historia y uno de los máximos ídolos y referentes del club Universidad de Chile.
En rigor, Campos nació el 9 de febrero de ese año, pero fue inscrito 5 días después, quedando como fecha oficial de su nacimiento el día 14 de febrero de 1937
Con el Ballet Azul ganó nueve títulos; seis Campeonatos nacionales, 1959, 1962, 1964, 1965, 1967 y 1969. Y obtuvo cuatro subcampeonatos en los años 1957, 1961, 1963 y 1968 (este último en igualdad de puntos con Universidad Católica). Más dos Torneos Metropolitano en 1968 y 1969, y una Copa Francisco Candelori también en 1969. Además fue elegido en cinco temporadas como el mejor centrodelantero del fútbol chileno (1961, 1962, 1965, 1966 y 1967) y tres veces máximo goleador del torneo nacional: 1961 (26 goles), 1962 (36 goles) y en 1966 (21 goles).
Apodado el Tanque por su envergadura física, su frialdad a la hora de marcar, ser dueño de un golpe de cabeza mortal y de una seguridad única frente al portero, es una de las máxima figuras de Universidad de Chile, siendo el goleador histórico del club, con 199 anotaciones en total: 184 por campeonatos nacionales, 11 por Copa Chile y 4 por Copa Libertadores de América. Además se estima que anotó 600 goles aproximadamente entre oficiales y amistosos.
Falleció en Ovalle, comuna donde residía, el 11 de noviembre de 2020 a los 83 años.

## Trayectoria
Llegó a Universidad de Chile con 11 años e hizo todo el escalafón: tercera, segunda y primera infantil, juvenil, cuarta especial, reserva y división de honor. Siempre con Luis Álamos como entrenador y Leonel Sánchez como compañero. Hasta juvenil actuaba de half de apoyo (el antiguo 6), el "Zorro" Álamos lo transformó en centrodelantero.

" Me encontré con un grandote que jugaba de zaguero en las inferiores de la "U", y le dije Como tu eres grande, tienes que ser delantero. Ese muchacho era Carlos Campos."
Luis Álamos

### Debut en Universidad de Chile
Su debut en el fútbol profesional tuvo lugar el 11 de noviembre de 1956, en la derrota por 0-2 ante Audax Italiano por el campeonato nacional. Su primer gol se lo marcó a Unión Española, en el empate 1-1 del 30 de noviembre de 1957. En la fecha siguiente y tras ir perdiendo 0-2, anotó sus dos primeros goles contra Colo Colo, dando vuelta el marcador en el triunfo 3-2, uno de cabeza y uno de zurda, ambos tras pases de René Meléndez.

### Campeón ante Colo Colo en 1959
El 3 de noviembre de 1959, en la penúltima fecha del campeonato, la "U" derrotó 3-2 a Colo Colo, con gol de cabeza de Campos al minuto 90 de partido, ese triunfo obligó a un partido de definición por el título entre ambas escuadras que finalizaron líderes con igualdad de puntaje. La gran final tuvo lugar el 11 de noviembre de 1959, en el Estadio Nacional, ante 40.744 espectadores, la "U" se impuso a Colo Colo 2-1, con goles de Leonel Sánchez (tiro libre 39') y Ernesto Álvarez (50'). Días más tarde la "U" y Colo Colo se volvieron a enfrentar en una definición, esta vez por el tercer lugar de la Copa Chile 1959, nuevamente ganaron los "universitarios", 1-0 el marcador final, con anotación del puntero Luis Ibarra al minuto 72, tras pase de Campos.

### Sexteto
El 29 de octubre de 1961, dio vuelta el marcador, tras ir perdiendo 0-2 contra Rangers, en 28 minutos anotó 6 goles (62', 68', 71', 81', 86' y 90'), cuatro de cabeza, uno de derecha y el último de izquierda, aquella temporada fue el goleador del campeonato anotando en 26 oportunidades.

### Triplete a Colo Colo
En 1962 fue protagonista de las goleadas: 6-0 sobre Unión Calera (2 goles), 5-3 a Unión Española (2 goles), 9-1 a Magallanes (2 goles), 4-2 a Audax Italiano (2 goles), 4-1 a Universidad Católica (2 goles), 4-0 a Palestino (3 goles), 8-1 a Everton (4 goles), 6-2 a San Luis (1 gol) y 6-3 sobre Colo Colo (3 goles). El 19 de enero de 1963 el "Tanque" contraería matrimonio, pero la reprogramación del duelo lo obligó a postergar su ceremonia, y jugar contra el cuadro albo, en el Estadio Nacional, con 72.436 espectadores Universidad de Chile derrotó 6-3 a Colo Colo, donde anotó un triplete (32', 45' y 76'). Días más tarde se casó.

### Triunfo sobre Santos de Pelé
Previo a finalizar el Torneo Nacional, la "U" se enfrentó y derrotó 4-3 al entonces campeón del mundo, el poderoso Santos de Brasil con Pelé como su máxima figura. Ante 72.104 espectadores. Campos abrió el marcador en el minuto 27 de partido. Con ese triunfo, la "U" le quitó el invicto que traía desde hace un año el cuadro de "O Rei".

### Campeón ante U. Católica en 1962
Tras igualar en puntaje con Universidad Católica por el primer lugar del campeonato, se jugó un partido de definición para proclamar al campeón, el 16 de marzo de 1963, la "U" derrotó 5-3 a la "UC", Campos anotó 2 goles (minuto 12 y 29), proclamándose campeón de la temporada 1962 y goleador del campeonato con 36 anotaciones en 29 partidos.
Al finalizar el campeonato, la "U" jugó una serie de partidos internacionales, donde Campos anotó en la goleada 6-1 contra Peñarol (entonces campeón uruguayo y subcampeón de la naciente Copa Libertadores) y en la goleada 4-1 sobre Colo Colo.

### Gira a Europa 1963
Tras una serie de partidos amistosos internacionales, la "U" inició una gira a Europa (tras invitación), donde se enfrentó en su mayoría a clubes campeones de sus respectivas ligas. El 27 de abril de 1963 la "U" venció 2-1 al local Grenoble FC de Francia, Campos anotó el gol del triunfo.
Por la Copa Libertadores de 1963, Campos anotó un doblete frente a Boca Juniors en la derrota 2-3 ante el cuadro campeón del fútbol argentino.

### Campeón Nacional 1964
En 1964 continuó siendo figura del campeonato, destacando en los clásicos contra Colo Colo y Universidad Católica. Fue el segundo goleador del equipo, tras su compañero Rubén Marcos. El 2 de diciembre se consagró campeón del fútbol chileno con Universidad de Chile, tras igualar 0-0 con Universidad Católica, ante 72.504 espectadores, tres fechas antes de finalizar el campeonato.

### Bicampeonato Nacional 1964-1965
En 1965 consiguió un bicampeonato con "U", tras derrotar 1-0 a Santiago Wanderers con gol de Rubén Marcos. Fue el goleador del equipo con 20 anotaciones en 21 partidos disputados, además salió elegido el mejor centrodelantero del campeonato por tercera vez. 
El año 1966, Campos fue por tercera vez el goleador del campeonato, al anotar 21 goles en 22 partidos jugados, y salió elegido por cuarta vez el mejor centrodelantero del fútbol chileno. Por Copa Libertadores marca en la igualdad 2-2 con Universidad Católica.

### Campeón Nacional 1967
El 27 de noviembre de 1967, se consagró campeón, faltando cuatro fechas antes de finalizar el campeonato, tras derrotar 3-1 a Everton, marcando dos goles (minuto 79' y 88'). Además fue el goleador del equipo con 20 goles junto a Pedro Araya.

### Campeón Metropolitano 1968
El 4 de agosto de 1968 se consagró campeón del Torneo Metropolitano, tras vencer 1-0 a Universidad Católica, con gol de Rubén Marcos. Y fue subcampeón del Torneo Nacional tras igualar en puntaje con Universidad Católica en el segundo puesto de la tabla. En el ámbito internacional anotó en el triunfo 1-0 sobre Nacional de Ecuador por Copa Libertadores. Y en los triunfos 2-1 sobre el Santos de Brasil y 5-1 sobre el The Strongest de Bolivia, ambos partidos jugados por el Torneo Internacional de Chile 1968.

### Campeón Metropolitano, Copa Francisco Candelori y Nacional 1969
El 1 de junio de 1969 se consagró campeón del Torneo Metropolitano tras derrotar 1-0 a Universidad Católica con anotación de Jorge Américo Spedaletti. El 6 de julio consigue la Copa Francisco Candelori tras vencer en el global 2-1 a Rangers con gol de Carlos Arratia. El 10 de enero de 1970 consigue el título del Campeonato Nacional tras imponerse 1-0 sobre Green Cross Temuco, con tanto de Guillermo Yavar.
Entre sus logros figuran el ser el jugador que más goles ha marcado en clásicos del fútbol chileno contra sus respectivos rivales, por ejemplo: Colo-Colo (16) y Universidad Católica (14). Además de haber formado parte del histórico equipo que ganó el campeonato chileno en 6 ocasiones entre los años 59-69, el Ballet Azul. En el que formó una dupla histórica junto a Leonel Sánchez, quien lo habilitó en 104 ocasiones de gol. De ahí vino la fórmula "centro de Leonel, gol de Campos".
Debió siempre defender su puesto con goles, pues nunca llenó del todo las expectativas de los entrenadores de la U. Debió competir con jugadores como Adolfo Godoy, Héctor Fumaroni, Adolfo Olivares, Juan Carlos Oleniak, Yanko Daucik, Felix Lasso, Carlos Luporini y Osvaldo Camargo. Sin embargo, bajo la dirección técnica de Ulises Ramos, fue el argentino Jorge Américo Spedaletti el que le quitó definitivamente la titularidad al "Tanque". En un ejemplo de futbolista más pasional que profesional, no quiso defender otra camiseta que no fuera la azul de la "U" y decidió retirarse del fútbol.

## Selección nacional
Fue internacional con la selección de fútbol de Chile 11 veces entre 1960 y 1967, anotando un total de 3 goles. Debutó el 18 de diciembre de 1960, en el Estadio Playa Ancha de Valparaíso frente a la selección de fútbol de Paraguay con un triunfo 4:1, donde Campos anotó su primer gol.
Fue integrante de la selección chilena en la Copa Mundial de fútbol de 1962, donde Chile consiguió un histórico tercer lugar en la mayor cita planetaria a nivel de selecciones, jugó el duelo del tercer puesto ante la selección de fútbol de Yugoslavia entonces subcampeón de Europa, donde Chile venció 1-0. Durante este duelo, se lesionó a los 15 minutos tras recibir un golpe en el muslo derecho, y al no permitirse los cambios debió seguir en la cancha actuando disminuido. Sin embargo fue partícipe del gol de Eladio Rojas, tras llevarse la marca del defensor yugoslavo Wladimir Markovic. Después del Mundial estuvo tres meses sin jugar debido a la lesión.
Fue pieza clave en las eliminatorias a Inglaterra 1966, anotando en la goleada 7-2 sobre la selección de fútbol de Colombia, al marcar el cuarto gol transitorio en el minuto 42 de partido. Y en la igualdad 2-2 con la selección de fútbol de Ecuador jugado en Guayaquil, Campos igualó el marcador en el minuto 39 de partido.
Su segundo mundial fue el de Inglaterra 1966, donde fue incluido tras liberarse un cupo disponible para un arquero, pues el técnico Luis Álamos eligió llevar solo dos porteros y convocar a un delantero más, por lo que Campos fue el elegido para llenar ese cupo. Sin embargo, debió conformarse con ver el mundial desde la banca, pues no actuó en ninguno de los tres encuentros que Chile disputó.
Por la Copa América de 1967, donde Chile consiguió el tercer lugar continental, Campos anotó en la goleada de la selección chilena 5-2 sobre la selección de fútbol de Colombia, marcando el 2-0 parcial al minuto 23 del encuentro.

### Participaciones en Copas del Mundo
| Mundial           | Sede       | Resultado     | PJ |
| ----------------- | ---------- | ------------- | -- |
| Copa Mundial 1962 | Chile      | Tercer puesto | 1  |
| Copa Mundial 1966 | Inglaterra | Primera fase  | 0  |

### Participaciones en Copa América
| Copa              | Sede    | Resultado     | PJ | G |
| ----------------- | ------- | ------------- | -- | - |
| Copa América 1967 | Uruguay | Tercer puesto | 2  | 1 |

#### Participaciones en Clasificatorias a Copas del Mundo
| Eliminatorias                 | País       | Resultado   | Posición   | PJ | Goles |
| ----------------------------- | ---------- | ----------- | ---------- | -- | ----- |
| Eliminatorias Inglaterra 1966 | Inglaterra | Clasificado | 1° Grupo 2 | 3  | 2     |

## Estadísticas

### Clubes
| Club                         | Div.          | Temporada     | Liga  | Liga  | Copas nacionales | Copas nacionales | Torneos internacionales | Torneos internacionales | Total | Total | Media goleadora |
| Club                         | Div.          | Temporada     | Part. | Goles | Part.            | Goles            | Part.                   | Goles                   | Part. | Goles | Media goleadora |
| ---------------------------- | ------------- | ------------- | ----- | ----- | ---------------- | ---------------- | ----------------------- | ----------------------- | ----- | ----- | --------------- |
| Universidad de Chile · Chile | 1.ª           | 1956          | 1     | 0     | —                | —                | —                       | —                       | 1     | 0     | 0               |
| Universidad de Chile · Chile | 1.ª           | 1957          | 8     | 3     | —                | —                | —                       | —                       | 8     | 3     | 0,38            |
| Universidad de Chile · Chile | 1.ª           | 1958          | 16    | 7     | 2                | 0                | —                       | —                       | 18    | 7     | 0,39            |
| Universidad de Chile · Chile | 1.ª           | 1959          | 26    | 12    | 6                | 5                | —                       | —                       | 32    | 17    | 0,53            |
| Universidad de Chile · Chile | 1.ª           | 1960          | 23    | 10    | 3                | 1                | 2                       | 0                       | 28    | 11    | 0,39            |
| Universidad de Chile · Chile | 1.ª           | 1961          | 23    | 26    | 4                | 5                | —                       | —                       | 27    | 31    | 1,15            |
| Universidad de Chile · Chile | 1.ª           | 1962          | 29    | 36    | 0                | 0                | —                       | —                       | 29    | 36    | 1,24            |
| Universidad de Chile · Chile | 1.ª           | 1963          | 10    | 4     | —                | —                | 3                       | 2                       | 13    | 6     | 0,46            |
| Universidad de Chile · Chile | 1.ª           | 1964          | 29    | 14    | —                | —                | —                       | —                       | 29    | 14    | 0,48            |
| Universidad de Chile · Chile | 1.ª           | 1965          | 21    | 20    | —                | —                | 0                       | 0                       | 21    | 20    | 0,95            |
| Universidad de Chile · Chile | 1.ª           | 1966          | 22    | 21    | —                | —                | 5                       | 1                       | 27    | 22    | 0,81            |
| Universidad de Chile · Chile | 1.ª           | 1967          | 31    | 20    | —                | —                | —                       | —                       | 31    | 20    | 0,65            |
| Universidad de Chile · Chile | 1.ª           | 1968          | 13    | 6     | —                | —                | 6                       | 1                       | 19    | 7     | 0,37            |
| Universidad de Chile · Chile | 1.ª           | 1969          | 7     | 5     | —                | —                | —                       | —                       | 7     | 5     | 0,71            |
| Universidad de Chile · Chile | Total club    | Total club    | 259   | 184   | 15               | 11               | 16                      | 4                       | 290   | 199   | 0,69            |
| Total carrera                | Total carrera | Total carrera | 259   | 184   | 15               | 11               | 16                      | 4                       | 290   | 199   | 0,69            |
| 1. 2. 3.                     |               |               |       |       |                  |                  |                         |                         |       |       |                 |

### Tripletes
| Partidos en los que anotó tres o más goles | Partidos en los que anotó tres o más goles | Partidos en los que anotó tres o más goles | Partidos en los que anotó tres o más goles | Partidos en los que anotó tres o más goles                | Partidos en los que anotó tres o más goles | Partidos en los que anotó tres o más goles |
| N.º                                        | Fecha                                      | Estadio                                    | Partido                                    | Goles                                                     | Resultado                                  | Competición                                |
| ------------------------------------------ | ------------------------------------------ | ------------------------------------------ | ------------------------------------------ | --------------------------------------------------------- | ------------------------------------------ | ------------------------------------------ |
| 1                                          | 20 de agosto de 1961                       | Nacional, Santiago                         | Universidad de Chile - Unión Española      | Anotado · Anotado · Anotado                               | 4 - 4                                      | Primera División de Chile 1961             |
| 2                                          | 29 de octubre de 1961                      | Nacional, Santiago                         | Universidad de Chile - Rangers             | Anotado · Anotado · Anotado · Anotado · Anotado · Anotado | 6 - 2                                      | Primera División de Chile 1961             |
| 3                                          | 9 de septiembre de 1962                    | Santa Laura, Santiago                      | Universidad de Chile - O'higgins           | Anotado · Anotado · Anotado                               | 4 - 5                                      | Primera División de Chile 1962             |
| 4                                          | 6 de enero de 1963                         | Nacional, Santiago                         | Palestino - Universidad de Chile           | Anotado · Anotado · Anotado                               | 0 - 4                                      | Primera División de Chile 1962             |
| 5                                          | 19 de enero de 1963                        | Nacional, Santiago                         | Universidad de Chile - Colo-Colo           | Anotado · Anotado · Anotado                               | 6 - 3                                      | Primera División de Chile 1962             |
| 6                                          | 2 de febrero de 1963                       | Nacional, Santiago                         | Universidad de Chile - Everton             | Anotado · Anotado · Anotado · Anotado                     | 8 - 1                                      | Primera División de Chile 1962             |
| 7                                          | 8 de enero de 1966                         | Nacional, Santiago                         | Universidad de Chile - Audax Italiano      | Anotado · Anotado · Anotado                               | 3 - 0                                      | Primera División de Chile 1965             |
| 8                                          | 19 de mayo de 1966                         | Nacional, Santiago                         | Universidad de Chile - Magallanes          | Anotado · Anotado · Anotado                               | 4 - 2                                      | Primera División de Chile 1966             |

#### Resumen de goles en competición internacional
| \| N.º \| Fecha[11] \| Estadio \| Local \| Local \| Resultado \| Visitante \| Visitante \| Goles \| Competición[12][13][14] \| \| --- \| --------------------- \| ------------------------------------- \| -------------------- \| ------------------ \| --------- \| -------------------- \| -------------------- \| ----------------- \| ---------------------------------- \| \| 1 \| 21 de enero de 1961 \| Estadio Nacional, Santiago, Chile \| Universidad de Chile \| Bandera de Chile \| 2-1 \| Bandera de Paraguay \| Cerro Porteño \| Anotado \| Amistoso \| \| 2 \| 15 de febrero de 1961 \| Estadio Nacional, Santiago, Chile \| Universidad de Chile \| Bandera de Chile \| 2-2 \| Bandera de Uruguay \| Peñarol \| Anotado \| Amistoso \| \| 3 \| 6 de febrero de 1963 \| Estadio Nacional, Santiago, Chile \| Universidad de Chile \| Bandera de Chile \| 4-3 \| Bandera de Brasil \| Santos \| Anotado \| Amistoso \| \| 4 \| 3 de abril de 1963 \| Estadio Nacional, Santiago, Chile \| Universidad de Chile \| Bandera de Chile \| 6-1 \| Bandera de Uruguay \| Peñarol \| Anotado · Anotado \| Torneo Internacional de Chile 1963 \| \| 6 \| 9 de abril de 1963 \| Estadio Nacional, Santiago, Chile \| Colo Colo \| Bandera de Chile \| 1-4 \| Bandera de Chile \| Universidad de Chile \| Anotado \| Torneo Internacional de Chile 1963 \| \| 7 \| 27 de abril de 1963 \| Stade des Alpes, Grenoble, Francia \| Grenoble FC \| Bandera de Francia \| 1-2 \| Bandera de Chile \| Universidad de Chile \| Anotado \| Gira Europa 1963 \| \| 8 \| 26 de junio de 1963 \| Estadio Nacional, Santiago, Chile \| Universidad de Chile \| Bandera de Chile \| 2-3 \| Bandera de Argentina \| Boca Juniors \| Anotado · Anotado \| Copa Libertadores 1963 \| \| 10 \| 13 de marzo de 1965 \| Estadio Nacional, Santiago, Chile \| Universidad de Chile \| Bandera de Chile \| 2-0 \| Bandera de Argentina \| Boca Juniors \| Anotado \| Amistoso \| \| 11 \| 20 de marzo de 1966 \| Estadio Nacional, Santiago, Chile \| Universidad de Chile \| Bandera de Chile \| 2-2 \| Bandera de Chile \| Universidad Católica \| Anotado \| Copa Libertadores 1966 \| \| 12 \| 17 de febrero de 1967 \| Estadio Nacional, Santiago, Chile \| Universidad de Chile \| Bandera de Chile \| 3-0 \| Bandera de Chile \| Universidad Católica \| Anotado \| Torneo Internacional de Chile 1967 \| \| 13 \| 21 de febrero de 1967 \| Estadio Nacional, Santiago, Chile \| Universidad de Chile \| Bandera de Chile \| 2-1 \| Bandera de Uruguay \| Peñarol \| Anotado \| Torneo Internacional de Chile 1967 \| \| 14 \| 24 de febrero de 1967 \| Estadio Nacional, Santiago, Chile \| Universidad de Chile \| Bandera de Chile \| 3-3 \| Bandera de Chile \| Colo Colo \| Anotado \| Torneo Internacional de Chile 1967 \| \| 15 \| 27 de enero de 1968 \| Estadio Nacional, Santiago, Chile \| Universidad de Chile \| Bandera de Chile \| 2-1 \| Bandera de Brasil \| Santos \| Anotado \| Torneo Internacional de Chile 1968 \| \| 16 \| 27 de febrero de 1968 \| Estadio Nacional, Santiago, Chile \| Universidad de Chile \| Bandera de Chile \| 1-0 \| Bandera de Ecuador \| Nacional \| Anotado \| Copa Libertadores 1968 \| \| 17 \| 16 de octubre de 1968 \| Estadio Carlos Dittborn, Arica, Chile \| Universidad de Chile \| Bandera de Chile \| 5-1 \| Bandera de Bolivia \| The Strongest \| Anotado \| Torneo Internacional de Chile 1968 \| |                       |                                       |                      |                    |           |                      |                      |                   |                                    |
| N.º | Fecha                 | Estadio                               | Local                | Local              | Resultado | Visitante            | Visitante            | Goles             | Competición                        |
| 1 | 21 de enero de 1961   | Estadio Nacional, Santiago, Chile     | Universidad de Chile | Bandera de Chile   | 2-1       | Bandera de Paraguay  | Cerro Porteño        | Anotado           | Amistoso                           |
| 2 | 15 de febrero de 1961 | Estadio Nacional, Santiago, Chile     | Universidad de Chile | Bandera de Chile   | 2-2       | Bandera de Uruguay   | Peñarol              | Anotado           | Amistoso                           |
| 3 | 6 de febrero de 1963  | Estadio Nacional, Santiago, Chile     | Universidad de Chile | Bandera de Chile   | 4-3       | Bandera de Brasil    | Santos               | Anotado           | Amistoso                           |
| 4 | 3 de abril de 1963    | Estadio Nacional, Santiago, Chile     | Universidad de Chile | Bandera de Chile   | 6-1       | Bandera de Uruguay   | Peñarol              | Anotado · Anotado | Torneo Internacional de Chile 1963 |
| 6 | 9 de abril de 1963    | Estadio Nacional, Santiago, Chile     | Colo Colo            | Bandera de Chile   | 1-4       | Bandera de Chile     | Universidad de Chile | Anotado           | Torneo Internacional de Chile 1963 |
| 7 | 27 de abril de 1963   | Stade des Alpes, Grenoble, Francia    | Grenoble FC          | Bandera de Francia | 1-2       | Bandera de Chile     | Universidad de Chile | Anotado           | Gira Europa 1963                   |
| 8 | 26 de junio de 1963   | Estadio Nacional, Santiago, Chile     | Universidad de Chile | Bandera de Chile   | 2-3       | Bandera de Argentina | Boca Juniors         | Anotado · Anotado | Copa Libertadores 1963             |
| 10 | 13 de marzo de 1965   | Estadio Nacional, Santiago, Chile     | Universidad de Chile | Bandera de Chile   | 2-0       | Bandera de Argentina | Boca Juniors         | Anotado           | Amistoso                           |
| 11 | 20 de marzo de 1966   | Estadio Nacional, Santiago, Chile     | Universidad de Chile | Bandera de Chile   | 2-2       | Bandera de Chile     | Universidad Católica | Anotado           | Copa Libertadores 1966             |
| 12 | 17 de febrero de 1967 | Estadio Nacional, Santiago, Chile     | Universidad de Chile | Bandera de Chile   | 3-0       | Bandera de Chile     | Universidad Católica | Anotado           | Torneo Internacional de Chile 1967 |
| 13 | 21 de febrero de 1967 | Estadio Nacional, Santiago, Chile     | Universidad de Chile | Bandera de Chile   | 2-1       | Bandera de Uruguay   | Peñarol              | Anotado           | Torneo Internacional de Chile 1967 |
| 14 | 24 de febrero de 1967 | Estadio Nacional, Santiago, Chile     | Universidad de Chile | Bandera de Chile   | 3-3       | Bandera de Chile     | Colo Colo            | Anotado           | Torneo Internacional de Chile 1967 |
| 15 | 27 de enero de 1968   | Estadio Nacional, Santiago, Chile     | Universidad de Chile | Bandera de Chile   | 2-1       | Bandera de Brasil    | Santos               | Anotado           | Torneo Internacional de Chile 1968 |
| 16 | 27 de febrero de 1968 | Estadio Nacional, Santiago, Chile     | Universidad de Chile | Bandera de Chile   | 1-0       | Bandera de Ecuador   | Nacional             | Anotado           | Copa Libertadores 1968             |
| 17 | 16 de octubre de 1968 | Estadio Carlos Dittborn, Arica, Chile | Universidad de Chile | Bandera de Chile   | 5-1       | Bandera de Bolivia   | The Strongest        | Anotado           | Torneo Internacional de Chile 1968 |

## Palmarés

### Torneos locales oficiales
| Título               | Club                 | País  | Año  |
| -------------------- | -------------------- | ----- | ---- |
| Torneo Metropolitano | Universidad de Chile | Chile | 1968 |
| Torneo Metropolitano | Universidad de Chile | Chile | 1969 |

### Torneos nacionales oficiales
| Título                   | Club                 | País  | Año  |
| ------------------------ | -------------------- | ----- | ---- |
| Primera División         | Universidad de Chile | Chile | 1959 |
| Primera División         | Universidad de Chile | Chile | 1962 |
| Primera División         | Universidad de Chile | Chile | 1964 |
| Primera División         | Universidad de Chile | Chile | 1965 |
| Primera División         | Universidad de Chile | Chile | 1967 |
| Copa Francisco Candelori | Universidad de Chile | Chile | 1969 |
| Primera División         | Universidad de Chile | Chile | 1969 |

| Título                            | Club               | País  | Año  |
| --------------------------------- | ------------------ | ----- | ---- |
| 3.er lugar Copa Mundial de Fútbol | Selección de Chile | Chile | 1962 |

### Distinciones individuales
| Distinción                                                                                               | Año  |
| --- | ---- |
| Jugador Revelación del Fútbol Chileno                                                                    | 1958 |
| Goleador de la Primera División de Chile                                                                 | 1961 |
| Mejor Centrodelantero del Fútbol Chileno                                                                 | 1961 |
| Goleador de la Primera División de Chile                                                                 | 1962 |
| Mejor Centrodelantero del Fútbol Chileno                                                                 | 1962 |
| Mejor Centrodelantero del Fútbol Chileno                                                                 | 1965 |
| Goleador de la Primera División de Chile                                                                 | 1966 |
| Mejor Centrodelantero del Fútbol Chileno                                                                 | 1966 |
| Mejor Centrodelantero del Fútbol Chileno                                                                 | 1967 |
| Homenaje por logro del 3.⁰ lugar en la Copa Mundial de Fútbol de 1962                                    | 2012 |
| Incluido en el Equipo Ideal de la historia de Universidad de Chile en votación de hinchas por La Tercera | 2013 |
| Incluido dentro de las 50 mejores figuras históricas de Universidad de Chile                             | 2016 |
| Incluido dentro de los 10 jugadores que han marcado la historia de Universidad de Chile                  | 2016 |
| Incluido dentro de los mayores referentes históricos de Universidad de Chile                             | 2017 |
| Homenaje por logro del 3.⁰ lugar en la Copa Mundial de Fútbol de 1962 por Presidente de Chile            | 2017 |
| Top 1.⁰ Máximo goleador en la historia de Universidad de Chile por Goal.com                              | 2017 |
| Socio Honorario de la Asociación Hinchas Azules                                                          | 2017 |
| Incluido en el banco del equipo ideal de todos los tiempos de Universidad de Chile por El Mercurio       | 2018 |
| Premio "Sergio Livingstone" por logro del 3.⁰ lugar en la Copa Mundial de Fútbol de 1962                 | 2018 |
| Homenaje a la trayectoria por Universidad de Chile                                                       | 2019 |